# Communauté d'agglomération des Hauts-de-Bièvre
A Communauté d'agglomération des Hauts-de-Bièvre é uma estrutura intercomunitária francesa, a cavalo sobre o Departamento Hauts-de-Seine e o Essonne, na região francesa Île-de-France.

## Administração
É gerida por cinquenta e três Delegados designados pelo Conselhos municipais respectivos, os quais compõem o Conselho comunitário.
O escritório comunitário, que é o órgão executivo da comunidade é composto por Presidente e 7 vices,

### Artigos conexos
- (em francês)fr:Intercommunalités de l'Essonne
- (em francês)fr:Intercommunalités des Hauts-de-Seine
- (em francês) fr:Hauts-de-Seine